# ОШ „Свети Сава” Рогатица
Основна школа "Свети Сава" је васпитно-образовна институција која се налази у Рогатици. Настава се одвија по принципу деветогодишњег школовања. Школа припада мрежи основних школа образовног система Републике Српске.

## Историјат
Историја биљежи да је прва основна школа у Рогатици изграђена и отворена 1880. године. Зграда прве основне школе је уништена у рату , а налазила се на углу улице Сердар Јанка.
Пред други свјетски рат на подручју рогатичке општине било је преко 80% неписмених становника. У једној грађанској школи трговачког смјера, двије основне школе у Рогатици и 13 основних школа у селима, било је око 1250 ученика и 25 учитеља и наставника. У току рата уништено је 13 школских зграда, а једино су остали објекти основних школа у Рогатици и Жепи. Ослобођење није затекло ни једног просвјетног радника на подручју Општине.
Одмах послије ослобођења народна власт и друштвено – политичке организације започеле су акције описмењавања и просвјећивања народа, а такође и обнову попаљених и изградњу нових школских зграда.
У првим годинама послије рата школе су отваране у сеоским кућама. У многим селима становници су самоиницијативно подизали школске зграде, уз помоћ Народне власти, па су у периоду од 1945. до краја 1962. године обновљене и изграђене 24 школе.
Школа „Свети Сава” је конституисана као осморазредна 01. јуна 1958. године. Настала је од бивше Ниже реалне гимназије и Основне школе. Тада је школа добила име народног хероја овог краја Рагиба Џинде. Наредне школске 1958/59. године Школа је имала 885 ученика распоређених у 23 одјељења. То је био почетак њеног организовања. Већ 1962. године, њој су припојене бивше основне (четвороразредне) школе селима: Ковањ, Округло, Пешурићи, Подгај, Радава, Ракитница и Враголови, па је школске 1962/63. године школа имала 1 856 ученика, распоређених у 51 одјељење.
Посебно је било значајно припајање Основних школа "Мићо Соколовић" Месићи и "Миленко Витомир" Стјенице овој Школи. Почетком септембра 1973. године, ове двије школе су припојене Основној школи "Рагиб Џиндо" Рогатица. Тако је школске 1973/74. године, Школа имала 2 374 ученика у 84 одјељења и сврстала се међу највеће основне школе у Републици.
За потребе ове школе, у децембру 1975. године, довршена је градња школског објекта Матичне школе у Рогатици, који је изграђен напорима радних људи и грађана овог подручја и Завода за школску изградњу, у акцији "1000 школа".
Самоуправно организовање, на основу Закона о удруженом раду је извршено 13. маја 1977. године, односно тада је Школа конституисана као основна организација удруженог рада у саставу Радне организације основног образовања и васпитања Рогатица. ООУР ОШ „Рагиб Џиндо“ Рогатица, 1977. године имала је сљедећа подручна одјељења: Батово, Брчигово, Месићи, Стјенице, Ковањ, Округло, Осово, Подгај, Ракитница, Вражалице и Враголови.
Школа је постигла изванредне резултате у дугогодишњем креативном и успјешном раду и добила значајна признања и награде. Скупштина општине Рогатица је 1978. године, додјелила Школи Шестосептембарску плакету – највеће признање које се додјељује на Општини, за постигнуте резултате.
На основу цјелокупног рада и постигнутих резултата у васпитно-образовном раду Школа је 1980. године добила републичко признање – награду "Хасан Кикић".
Даљим организационим промјенама, дана 01.01.1984. године, ООУР Основна школа "Суљо Јахић" Борике и ООУР Основна школа "Весо Рацковић" Шљедовићи припојени су ООУР Основној школи "Рагиб Џиндо" Рогатица. Тако је овај ООУР заједно са ООУР Основном школом "Први мај" Жепа и Радном заједницом заједничких служби даље радио у саставу Радне организације, све до 31.08.1991. године. Тада је реорганизацијом основног образовања и васпитања престала да постоји Радна организација и Радна заједница заједничких служби, а ова два ООУР-а (Рогатица и Жепа) се организују као 2 јавне установе, на подручју наше Општине.
Основна школа "Рагиб Џиндо" Рогатица, 1991. године је имала у саставу Матичну школу и 20 подручних одјељења: Стјенице, Месићи, Ковањ, Подгај, Ракитница, Враголови, Осово, Округло, Батово, Брчигово, Козићи, Мргудићи, Покривеник, Шљедовићи, Берковићи, Борике, Пешурићи, Сјеверско, Стара Гора и Бранковићи.
Укупно у Школи, 1991. године је било 2 360 ученика у 95 одјељења, а у процесу наставе 105 наставника.

## Промјена назива школе
Дана, 19.08.1992. године, на сједници СО Рогатица, донијета је Одлука о промјени имена Основној школи у Рогатици, тако да од тада Школа носи назив: Основна школа "Свети Сава" Рогатица.
Подручна одјељења: Борике, Стјенице и Жепа, која су сада у саставу наше Школе, прије су биле самосталне основне школе, под називом: Основна школа "Суљо Јахић" Борике, Основна школа "Миланко Витомир" Стјенице и Основна школа "Први мај" Жепа.
Све вријеме, наша Школа је била носилац културног и спортског живота наше Општине. Радници Школе, као руководиоци многих акција су дали пуни допринос развоју локалне заједнице.